# Перелік громад, що змінили церковну юрисдикцію з УПЦ (МП) на ПЦУ (2024)
Це список релігійних громад, що перейшли з УПЦ (МП) до ПЦУ у 2024 році. Жирним виділені громади, перереєстровані офіційно.
| №    | Населений пункт          | Область          | Назва громади                                    | Дата переходу | Примітки                                             |
| ---- | ------------------------ | ---------------- | ------------------------------------------------ | ------------- | ---------------------------------------------------- |
| 1664 | с. Хрещенівка            | Херсонська       | Церква Різдва Богородиці                         | 03.01.24      |                                                      |
| 1665 | с. Микулин               | Хмельницька      | Церква Кузьми та Дем'яна                         | 04.01.24      |                                                      |
| 1666 | с. Пашуки                | Хмельницька      | Церква Івана Богослова                           | 10.01.24      |                                                      |
| 1667 | с. Кошелівка             | Хмельницька      | Церква Олександра Невського                      | 10.01.24      |                                                      |
| 1668 | с. Королівка             | Київська         | Церква Казанської ікони                          | 11.01.24      |                                                      |
| 1669 | с. Поліське              | Волинська        | Церква Кирила і Методія                          | 17.01.24      |                                                      |
| 1670 | с-ще Драбів              | Черкаська        | Церква Серафима Саровського                      | 21.01.24      |                                                      |
| 1671 | с-ще Олександрівка       | Одеська          | Церква Успіння Богородиці                        | 23.01.24      |                                                      |
| 1672 | с. Мала Шкарівка         | Хмельницька      | Церква Олександра Невського                      | 23.01.24      |                                                      |
| 1673 | с. Іваньки               | Черкаська        | Церква Успіння Богородиці                        | 23.01.24      |                                                      |
| 1674 | с. Тулушка               | Сумська          | Церква Різдва Богородиці                         | 25.01.24      |                                                      |
| 1675 | с. Карвинівка            | Житомирська      | Церква Петра і Павла                             | 27.01.24      |                                                      |
| 1676 | с. Озера                 | Київська         | Церква Святого Михайла                           | 27.01.24      |                                                      |
| 1677 | с. Курган                | Сумська          | Церква Архістратига Михаїла                      | 28.01.24      |                                                      |
| 1678 | с. Іванинці              | Хмельницька      | Церква Покрови Богородиці                        | 30.01.24      |                                                      |
| 1679 | с. Солотвин              | Волинська        | Церква Покрови Богородиці                        | 30.01.24      |                                                      |
| 1680 | м. Коцюбинське           | Київська         | Церква Успіння Божої Матері                      | 03.02.24      |                                                      |
| 1681 | м. Коцюбинське           | Київська         | Церква Георгія Побідоносця                       | 03.02.24      |                                                      |
| 1682 | с. Михайлючка            | Хмельницька      | Церква Казанської Ікони                          | 03.02.24      | Без настоятеля                                       |
| 1683 | с. Бронники              | Рівненська       | Церква Покрови Богородиці                        | 04.02.24      |                                                      |
| 1684 | с-ще Глухівці            | Вінницька        | Церква Святої Параскеви                          | 09.02.24      |                                                      |
| 1685 | с. Карпівці              | Житомирська      | Церква Святого Михайла                           | 09.02.24      | Без настоятеля                                       |
| 1686 | с. Здвижівка             | Київська         | Церква Святого Миколая                           | 10.02.24      |                                                      |
| 1687 | с. Юрчиха                | Черкаська        | Церква Успіння Богородиці                        | 10.02.24      |                                                      |
| 1688 | с. Лозівка               | Вінницька        | Церква Петра і Павла                             | 12.02.24      |                                                      |
| 1689 | с. Осолинка              | Вінницька        | Церква Введення Пресвятої Богородиці             | 12.02.24      |                                                      |
| 1690 | с. Сошанське             | Вінницька        | Церква Святого Миколая                           | 12.02.24      |                                                      |
| 1691 | с. Нехайки               | Черкаська        | Церква Покрови Богородиці                        | 14.02.24      |                                                      |
| 1692 | с. Михиринці             | Хмельницька      | Церква Святого Михайла                           | 16.02.24      |                                                      |
| 1693 | с. Малі Жеребки          | Хмельницька      | Церква Святої Трійці                             | 16.02.24      |                                                      |
| 1694 | с. Турівка               | Київська         | Церква Всіх Святих                               | 16.02.24      |                                                      |
| 1695 | с. Моївка                | Вінницька        | Церква Різдва Богородиці                         | 17.02.24      |                                                      |
| 1696 | с. Дружня                | Київська         | Церква Святої Параскеви                          | 17.02.24      |                                                      |
| 1697 | с. Пилиповичі            | Київська         | Церква Святого Димитрія                          | 17.02.24      | Повторні збори                                       |
| 1698 | с. Гранів                | Вінницька        | Церква Святого Миколая                           | 17.02.24      |                                                      |
| 1699 | м. Обухів                | Київська         | Церква Покрови Богородиці                        | 17.02.24      | Без настоятеля                                       |
| 1700 | с. Полствин              | Черкаська        | Церква Святого Михайла                           | 17.02.24      | Повторні збори                                       |
| 1701 | с-ще Макарів             | Київська         | Церква Димитрія Ростовського                     | 18.02.24      |                                                      |
| 1702 | с-ще Макарів             | Київська         | Церква Святого Іллі                              | 18.02.24      | Повторні збори                                       |
| 1703 | с. Бородані              | Київська         | Церква Покрови Богородиці                        | 19.02.24      |                                                      |
| 1704 | с. Кропивна              | Черкаська        | Церква Успіння Богородиці                        | 19.02.24      |                                                      |
| 1705 | с. Загальці              | Київська         | Церква Святого Миколая                           | 25.02.24      |                                                      |
| 1706 | с. Мирча                 | Київська         | Церква Казанської Ікони                          | 25.02.24      |                                                      |
| 1707 | с. Самчинці              | Хмельницька      | Церква Святої Параскеви                          | 28.02.24      |                                                      |
| 1708 | с. Дубище                | Хмельницька      | Церква Різдва Богородиці                         | 28.02.24      |                                                      |
| 1709 | с. Пиків                 | Вінницька        | Церква Олександра Невського                      | 28.02.24      |                                                      |
| 1710 | с. Самгородок            | Вінницька        | Церква Апостола Іоана Богослова                  | 28.02.24      |                                                      |
| 1711 | с. Мигалки               | Київська         | Церква Покрови Богородиці                        | 28.02.24      |                                                      |
| 1712 | с. Черськ                | Волинська        | Церква Святого Іллі                              | 05.03.24      |                                                      |
| 1713 | м. Тростянець            | Сумська          | Церква Вознесіння Господнього                    | 05.03.24      |                                                      |
| 1714 | м. Вінниця               | Вінницька        | Церква ікони Богородиці «Скоропослушниці»        | 05.03.24      |                                                      |
| 1715 | с. Геронимівка           | Черкаська        | Церква Успіння Богородиці                        | 07.03.24      |                                                      |
| 1716 | с. Медвин                | Київська         | Церква Святого Миколая                           | 08.03.24      |                                                      |
| 1717 | с. Антопіль              | Житомирська      | Церква Воздвиження Хреста Господнього            | 09.03.24      |                                                      |
| 1718 | м. Херсон                | Херсонська       | Церква Сорока мучеників Севастійських            | 09.03.24      |                                                      |
| 1719 | с. Хотинівка             | Чернігівська     | Церква Воздвиження Хреста Господнього            | 10.03.24      |                                                      |
| 1720 | с. Запруддя              | Київська         | Церква Святого Миколая                           | 10.03.24      |                                                      |
| 1721 | с. Ставище               | Хмельницька      | Церква Святого Михайла                           | 10.03.24      | Без настоятеля                                       |
| 1722 | с-ще Захарівка           | Одеська          | Церква Успіння Богородиці                        | 14.03.24      |                                                      |
| 1723 | м. Кам'янець-Подільський | Хмельницька      | Церква Почаївської Ікони Божої Матері            | 14.03.24      |                                                      |
| 1724 | с. Заставки              | Хмельницька      | Церква Святої Трійці                             | 14.03.24      |                                                      |
| 1725 | с. Мишківці              | Тернопільська    | Церква Різдва Богородиці                         | 15.03.24      |                                                      |
| 1726 | м. Вишневе               | Київська         | Церква ікони Божої Матері «Віднайдення загиблих» | 16.03.24      |                                                      |
| 1727 | м. Вишневе               | Київська         | Церква Вознесіння Господнього                    | 16.03.24      |                                                      |
| 1728 | с. Новоіванівка          | Дніпропетровська | Церква Великомученика Іоана Нового               | 17.03.24      | Без настоятеля                                       |
| 1729 | с. Садове                | Житомирська      | Церква Воздвиження Хреста Господнього            | 17.03.24      | Без настоятеля                                       |
| 1730 | с. Тіньки                | Черкаська        | Церква Вишгородської ікони Божої Матері          | 17.03.24      |                                                      |
| 1731 | с. Виженка               | Чернівецька      | Церква Святителя Миколая                         | 23.03.24      |                                                      |
| 1732 | с. Корнилівка            | Черкаська        | Церква Преображення Господнього                  | 24.03.24      |                                                      |
| 1733 | с. Загінці               | Хмельницька      | Церква Покрови Пресвятої Богородиці              | 29.03.24      |                                                      |
| 1734 | с. Шарки                 | Київська         | Церква Костянтина і Олени                        | 30.03.24      |                                                      |
| 1735 | с. Збриж                 | Хмельницька      | Церква Святого Михайла                           | 03.04.24      |                                                      |
| 1736 | с. Мошни                 | Черкаська        | Церква Преображення Господнього                  | 04.04.24      |                                                      |
| 1737 | с. Кривошиї              | Вінницька        | Церква Різдва Богородиці                         | 05.04.24      |                                                      |
| 1738 | с. Ставрове              | Одеська          | Церква Святого Миколая                           | 07.04.24      |                                                      |
| 1739 | с-ще Калита              | Київська         | Церква Святого Миколая                           | 07.04.24      |                                                      |
| 1740 | с. Личівка               | Хмельницька      | Церква Успіння Пресвятої Богородиці              | 09.04.24      |                                                      |
| 1741 | м. Ірпінь                | Київська         | Церква Святого Георгія                           | 10.04.24      |                                                      |
| 1742 | с. Станіславчик          | Київська         | Церква Різдва Пресвятої Богородиці               | 11.04.24      |                                                      |
| 1743 | м. Бровари               | Київська         | Церква Святого Димитрія Солунського              | 13.04.24      |                                                      |
| 1744 | с. Чорногузи             | Чернівецька      | Церква Покрови Пресвятої Богородиці              | 13.04.24      |                                                      |
| 1745 | с. Рудня                 | Київська         | Церква Різдва Пресвятої Богородиці               | 14.04.24      | Без настоятеля                                       |
| 1746 | с. Яринівка              | Рівненська       | Церква Святої Параскеви                          | 14.04.24      |                                                      |
| 1747 | с. Берездів              | Хмельницька      | Церква Святого Дмитра                            | 17.04.24      |                                                      |
| 1748 | с. Крупець               | Хмельницька      | Церква Ікони Божої Матері «Троєручиця»           | 18.04.24      |                                                      |
| 1749 | с. Васютинці             | Черкаська        | Церква Святого Миколая                           | 18.04.24      |                                                      |
| 1750 | с. Сапогове              | Волинська        | Церква Святих Жінок Мироносиць                   | 22.04.24      |                                                      |
| 1751 | с. Купище                | Житомирська      | Церква Святої Покрови                            | 24.04.24      | Без настоятеля                                       |
| 1752 | с. Світильня             | Київська         | Церква Святого Михаїла                           | 27.04.24      | Парафія обслуговує також села Гребельки та Кулажинці |
| 1753 | с. Південне              | Дніпропетровська | Церква прп. Феодосія Києво-Печерського           | 28.04.24      |                                                      |
| 1754 | с. Тур'я                 | Рівненська       | Церква Святої Анни                               | 28.04.24      |                                                      |
| 1755 | с. Кам'янське            | Дніпропетровська | Церква                                           | 05.05.24      |                                                      |
| 1756 | с. Мокре                 | Житомирська      | Церква Святого Іоанна Богослова                  | 16.05.24      | Без настоятеля                                       |
| 1757 | с. Дібрівка              | Полтавська       | Церква Флора і Лавра                             | 19.05.24      | Без настоятеля                                       |
| 1758 | с. Жабинці               | Хмельницька      | Церква Георгія Побідоносця                       | 19.05.24      | Без настоятеля                                       |
| 1759 | с. Шевченкове            | Київська         | Церква Архистратига Михаїла                      | 19.05.24      |                                                      |
| 1760 | с. Кунашівка             | Чернігівська     | Церква Святих Апостолів Петра і Павла            | 24.05.24      |                                                      |
| 1761 | с. Заслучне              | Хмельницька      | Церква Успіння Богородиці                        | 24.05.24      |                                                      |
| 1762 | с. Малий Скнит           | Хмельницька      | Церква Святої Варвари                            | 24.05.24      |                                                      |
| 1763 | с. Поліське              | Хмельницька      | Церква Різдва Богородиці                         | 24.05.24      |                                                      |
| 1764 | с. Іванівка              | Хмельницька      | Церква Покрови Богородиці                        | 24.05.24      |                                                      |
| 1765 | с. Свидівок              | Черкаська        | Церква Покрови Пресвятої Богородиці              | 25.05.24      |                                                      |
| 1766 | с. Рогачів               | Житомирська      | Церква Різдва Пресвятої Богородиці               | 26.05.24      | Без настоятеля                                       |
| 1767 | с. Чижівка               | Житомирська      | Церква Святого Іоанна Богослова                  | 28.05.24      | Без настоятеля                                       |
| 1768 | с. Синарна               | Вінницька        | Церква Святого Дмитра                            | 01.06.24      |                                                      |
| 1769 | с. Зеленів               | Чернівецька      | Церква Архистратига Михаїла                      | 02.06.24      |                                                      |
| 1770 | с. Новини                | Житомирська      | Церква Святого Володимира                        | 04.06.24      |                                                      |
| 1771 | с. Старі Безрадичі       | Київська         | Церква Успіння Пресвятої Богородиці              | 08.06.24      |                                                      |
| 1772 | с. Гавронщина            | Київська         | Церква Різдва Богородиці                         | 09.06.24      |                                                      |
| 1773 | с. Виблі                 | Чернігівська     | Церква Святої Трійці                             | 10.06.24      |                                                      |
| 1774 | с. Лозувата              | Кіровоградська   | Церква Димитрія Солунського                      | 13.06.24      |                                                      |
| 1775 | с. Данківці              | Чернівецька      | Церква Святої Покрови                            | 22.06.24      |                                                      |
| 1776 | с. Піщане                | Полтавська       | Церква Захарії та Єлизавети                      | 23.06.24      |                                                      |
| 1777 | с. Нові Безрадичі        | Київська         | Церква великомученика Пантелеймона               | 29.06.24      |                                                      |
| 1778 | м. Дніпро                | Дніпропетровська | Церква св. Георгія                               | 03.07.24      |                                                      |
| 1779 | с. Купіль                | Хмельницька      | Церква Святого Михайла                           | 12.07.24      |                                                      |
| 1780 | с. Рихта                 | Хмельницька      | Церква Кузьми і Дем'яна                          | 17.07.24      |                                                      |
| 1781 | с-ще Вендичани           | Вінницька        | Церква Різдва Богородиці                         | 20.07.24      |                                                      |
| 1782 | с. Іванчиці              | Волинська        | Церква Всіх Святих                               | 21.07.24      |                                                      |
| 1783 | с. Плесна                | Хмельницька      | Церква чуда архистратига Михаїла                 | 21.07.24      |                                                      |
| 1784 | с. Благодатне            | Черкаська        | Церква Успенська                                 | 22.07.24      |                                                      |
| 1785 | с. Родниківка            | Черкаська        | Церква святої Параскеви                          | 24.07.24      |                                                      |
| 1786 | с. Краснопіль            | Житомирська      | Церква Святої Трійці                             | 26.07.24      |                                                      |
| 1787 | с. Тростянка             | Волинська        | Церква Покрови Богородиці                        | 28.07.24      |                                                      |
| 1788 | м. Канів                 | Черкаська        | Успенський собор Святого Георгія                 | 11.08.24      |                                                      |
| 1789 | с. Буків                 | Волинська        | Церква Воздвиження Хреста                        | 13.08.24      |                                                      |
| 1790 | с. Громи                 | Черкаська        | Церква Святого Дмитра                            | 15.08.24      |                                                      |
| 1791 | с. Рожів                 | Київська         | Церква Успіння Богородиці                        | 15.08.24      |                                                      |
| 1792 | с. Порик                 | Вінницька        | Церква Івана Богослова                           | 16.08.24      |                                                      |
| 1793 | с. Рогинці               | Вінницька        | Церква Івана Богослова                           | 16.08.24      | Перша спроба в 2022 році                             |
| 1794 | м. Хмільник              | Вінницька        | Церква Петра і Павла                             | 16.08.24      |                                                      |
| 1795 | с. Нетеребка             | Черкаська        | Церква Святого Миколая                           | 17.08.24      |                                                      |
| 1796 | с. Шестовиця             | Чернігівська     | Церква Святого Миколая                           | 19.08.24      | Без настоятеля                                       |
| 1797 | с. Лящівка               | Черкаська        | Церква Різдва Богородиці                         | 19.08.24      |                                                      |
| 1798 | с. Молочки               | Житомирська      | Церква Вознесіння Христового                     | 22.08.24      |                                                      |
| 1799 | с. Недогарки             | Кіровоградська   | Церква Святого Володимира                        | 27.08.24      |                                                      |
| 1800 | с. Жовкині               | Рівненська       | Церква                                           | 01.09.24      |                                                      |
| 1801 | м. Золотоноша            | Черкаська        | Свято-Успенський собор                           | 03.09.24      | Без настоятеля                                       |
| 1802 | с. Довжки                | Хмельницька      | Церква Покрови Богородиці                        | 06.09.24      |                                                      |
| 1803 | м. Боярка                | Київська         | Церква Покрови Божої Матері                      | 07.09.24      | Громада проголосувала за перехід до ПЦУ ще 21.04.24  |
| 1804 | с. Ворничани             | Чернівецька      | Церква Різдва Богородиці                         | 08.09.24      |                                                      |
| 1805 | с. Бараші                | Житомирська      | Церква Покрови Богородиці                        | 10.09.24      |                                                      |
| 1806 | с. Куколівка             | Кіровоградська   | Церква Архистратига Михаїла                      | 15.09.24      |                                                      |
| 1807 | с. Лотівка               | Хмельницька      | Церква Святої Параскеви                          | 17.09.24      |                                                      |
| 1808 | м. Кременчук             | Полтавська       | Собор Успіння Божої Матері                       | 19.09.24      |                                                      |
| 1809 | м. Кременчук             | Полтавська       | Троїцька церква                                  | 19.09.24      |                                                      |
| 1810 | м. Київ                  | Київ             | Церква Миколи Святоші                            | 24.09.24      |                                                      |
| 1811 | с. Порошково             | Закарпатська     | Церква Святого Іллі                              | 26.09.24      |                                                      |
| 1812 | с. Калинівка             | Черкаська        | Церква Святого Миколая                           | 27.09.24      |                                                      |
| 1813 | с. Кам'яна Яруга         | Харківська       | Церква святого Миколая                           | 05.10.24      |                                                      |
| 1814 | с. Яроповичі             | Житомирська      | Церква Святого Димитрія                          | 05.10.24      |                                                      |
| 1815 | с. Вовчинець             | Чернівецька      | Церква Покрови Пресвятої Богородиці              | 13.10.24      |                                                      |
| 1816 | с. Ромейки               | Рівненська       | Церква Святого Воскресіння                       | 13.10.24      |                                                      |
| 1817 | с. Думанці               | Черкаська        | Церква Святого Миколая                           | 14.10.24      |                                                      |
| 1818 | с. Прутівка              | Житомирська      | Церква Успіння Пресвятої Богородиці              | 17.10.24      |                                                      |
| 1819 | м. Черкаси               | Черкаська        | Кафедральний собор Святого Михаїла               | 17.10.24      | Без настоятеля                                       |
| 1820 | с. Василівка             | Чернівецька      | Церква Успіння Пресвятої Богородиці              | 20.10.24      |                                                      |
| 1821 | с. Метельне              | Волинська        | Церква Покрови Богородиці                        | 20.10.24      |                                                      |
| 1822 | с. Олексіївка            | Дніпропетровська | Церква Іверської ікони                           | 24.10.24      |                                                      |
| 1823 | с. Концеба               | Одеська          | Церква Різдва Богородиці                         | 31.10.24      |                                                      |
| 1824 | с. Віднів                | Львівська        | Церква Різдва Богородиці                         | 03.11.24      |                                                      |
| 1825 | с. Сіянці                | Рівненська       | Церква Святого Юрія                              | 10.11.24      |                                                      |
| 1826 | с. Сингаївка             | Житомирська      | Церква святого Миколая                           | 10.11.24      |                                                      |
| 1827 | с. Джулинка              | Вінницька        | Церква Покрови Богородиці                        | 17.11.24      |                                                      |
| 1828 | с-ще Лиманське           | Одеська          | Церква Петра і Павла                             | 23.11.24      |                                                      |
| 1829 | с. Мирне                 | Рівненська       | Церква Святого Миколая                           | 24.11.24      |                                                      |
| 1830 | с-ще Наддніпрянське      | Херсонська       | Церква Івана Предтечі                            | 26.11.24      |                                                      |
| 1831 | с. Слобідка-Охрімовецька | Хмельницька      | Церква Святого Михайла                           | 28.11.24      |                                                      |
| 1832 | с. Станіславівка         | Хмельницька      | Церква Святого Іллі                              | 01.12.24      |                                                      |
| 1833 | с. Мокіївці              | Хмельницька      | Церква Казанської ікони                          | 06.12.24      |                                                      |
| 1834 | с. Великі Зозулинці      | Хмельницька      | Церква Різдва Богородиці                         | 20.12.24      |                                                      |
| 1835 | с-ще Котельва            | Полтавська       | Церква Вознесіння Господнього                    | 30.12.24      |                                                      |

🟥 — парафія не перейшла (попри повідомлення про перехід) або повернулась в УПЦ МП

## Інтерактивна карта переходів
У разі виявлення відсутніх записів у таблиці вище, додайте з цієї карти: 